# Досмагамбетов, Султан Капарович
Султан Капарович Досмагамбетов (1 сентября 1928, с. Шукуркуль, Рузаевский район, Петропавловский округ, Акмолинская губерния, Казакская АССР, РСФСР — 31 июля 2016, Караганда, Казахстан) — советский и казахстанский партийный и общественный деятель, председатель Карагандинского облисполкома (1969—1982), ректор Карагандинского педагогического института (1982—1996), профессор, член-корреспондент Академии социальных наук, кандидат экономических наук.

## Биография
Происходит из рода атығай племени аргын. 
Начал работать учителем и заочно обучался в Петропавловском учительском институте имени Ушинского.
В 1952 году окончил Алма-Атинский Государственный юридический институт.
В 1953 году окончил годичный курс подготовки преподавателей вузов в Ташкенте.
В 1955 по 1958 гг. — в горном институте Караганды, в 1960 г. защитил кандидатскую диссертацию в Свердловске, в этом же году назначен заведующим кафедрой института.
- 1963—1969 гг. — секретарь, второй секретарь областного комитета КПСС
- 1969—1982 гг. — председатель Карагандинского исполнительного комитета Карагандинского областного совета
- 1982—1984 гг. — ректор Карагандинского педагогического института физического воспитания
- 1984—1996 гг. — ректор Карагандинского педагогического института
- С июня 1997 года по октябрь 1999 года — секретарь Карагандинского областного Маслихата
- 1963-1993 гг — Депутат Карагандинского Областного Совета народных депутатов
- Март 1994 г. — 1999 г. — Депутат Карагандинского областного Маслихата первого созыва

Депутат Верховного Совета Казахской ССР и Председатель постоянной комиссии Законодательных Предположений Верховного Совета Казахской ССР седьмого, восьмого, девятого и десятого созывов.
1965−1985 гг. — Член Центрального Комитета Компартии Казахстана.
Делегат XII, XIII, XIV, XV, XVI, XVII съездов Компартии Казахстана.
Делегат XXIV, XXV, XXVI съездов КПСС.
Член Комиссии Президиума Верховного Совета СССР и Совета Министров СССР по разработке вопросов законодательного урегулирования компетенции краевых, областных и окружных советов депутатов трудящихся СССР и подготовки законопроектов.
Автор фундаментальных трудов «Центральный Казахстан: события и люди» (2001), «Центральный Казахстан: природа и природные ресурсы, события и люди, реформы и развитие» (2003), где в большом объём представлен период работы Нурсултана Назарбаева в Карагандинской области.
Кроме того, им подготовлены более 200 научных работ по экономике, педагогике, праву.

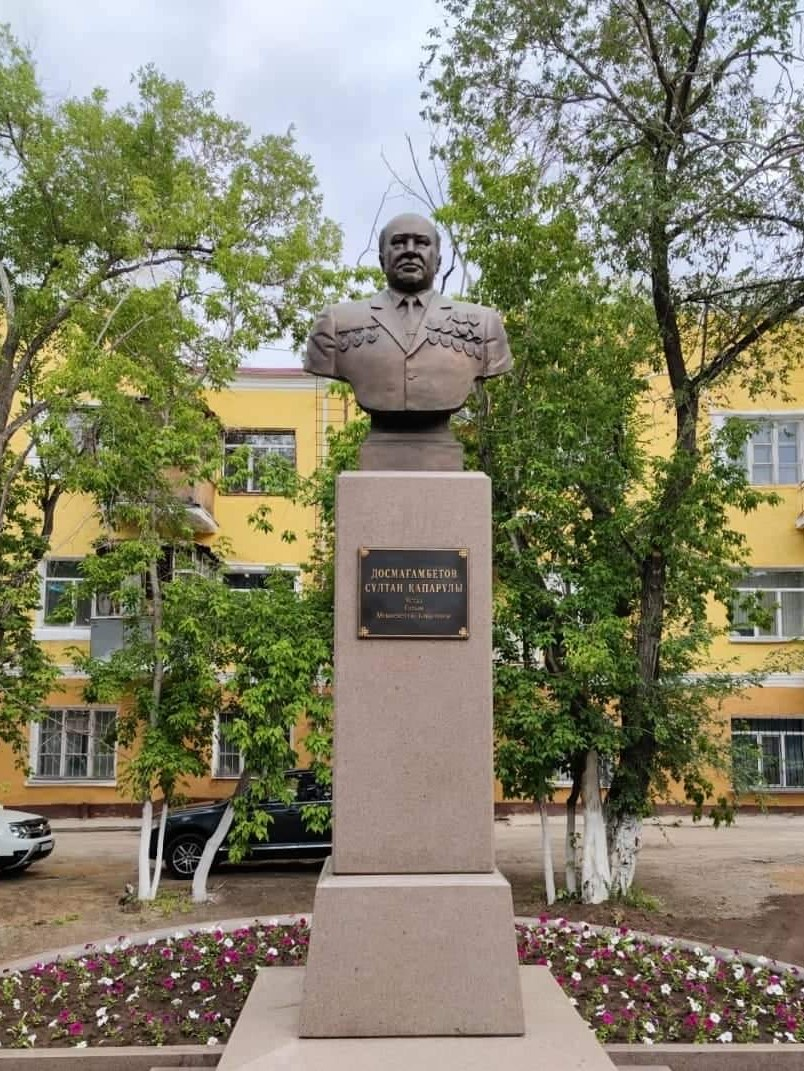
Бюст Досмагамбетова С.К.

10 июля 2021 года в Караганде установили бюст профессору Досмагамбетову С.К. Автор бронзового бюста - скульптор А.Ткачук (Красноярск, Российская Федерация). Работа над бюстом велась около года. Руководил проектом член Союза художников Казахстана Владимир Проценко (Караганда). Отлито скульптурное изображение в бронзе в г. Екатеринбург . Высота памятника около четырёх метров. Постамент состоит из трёх гранитных монолитов весом 9 тонн. Благоустройство городского сквера и установка памятника осуществлялись за счёт средств семьи Досмагамбетова С.К.

17 сентября 2024 года в Карагандинском государственном университете имени Е.А.Букетова после капитального ремонта был открыт спортивный корпус, которому присвоили имя Султана Капаровича Досмагамбетова - «Жигиттин Султаны». В данном корпусе до 1996 года располагался один из корпусов Карагандинского педагогического института. В то время Султан Капарович был ректором педагогического института и приложил много усилий для открытия этого учебного корпуса. 

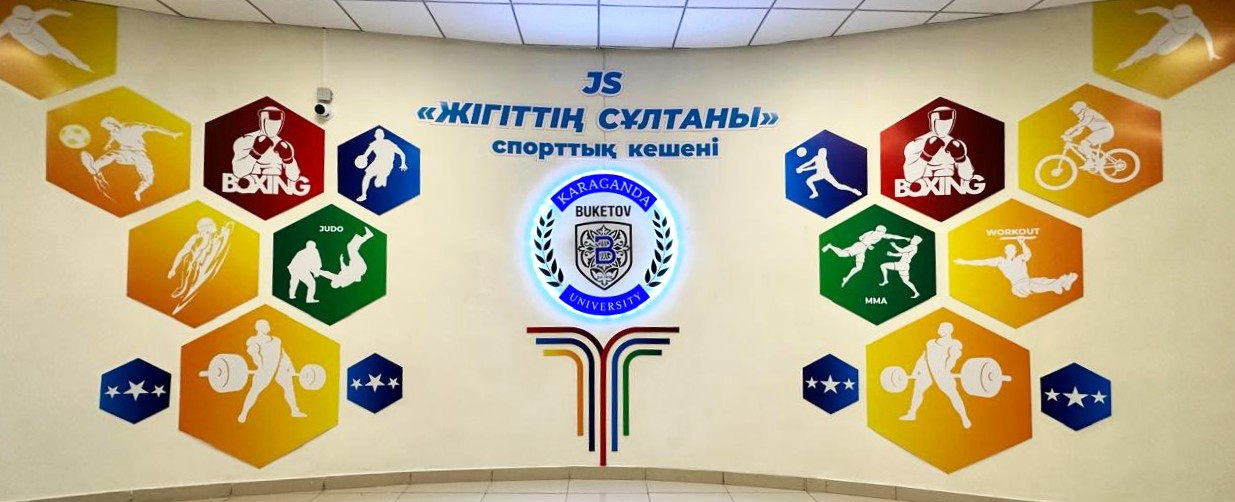
Эмблема спортивного учебного корпуса имени С.К.Досмагамбетова, расположенного в кампусе Карагандинского исследовательского университета имени академика Е.А.Букетова

Двухэтажный спортивный комплекс , площадью 2800 м2 включает в себя легкоатлетический манеж, зал для игровых видов спорта, там же находится кафедра спортивно-педагогических дисциплин и учебные аудитории для студентов. 

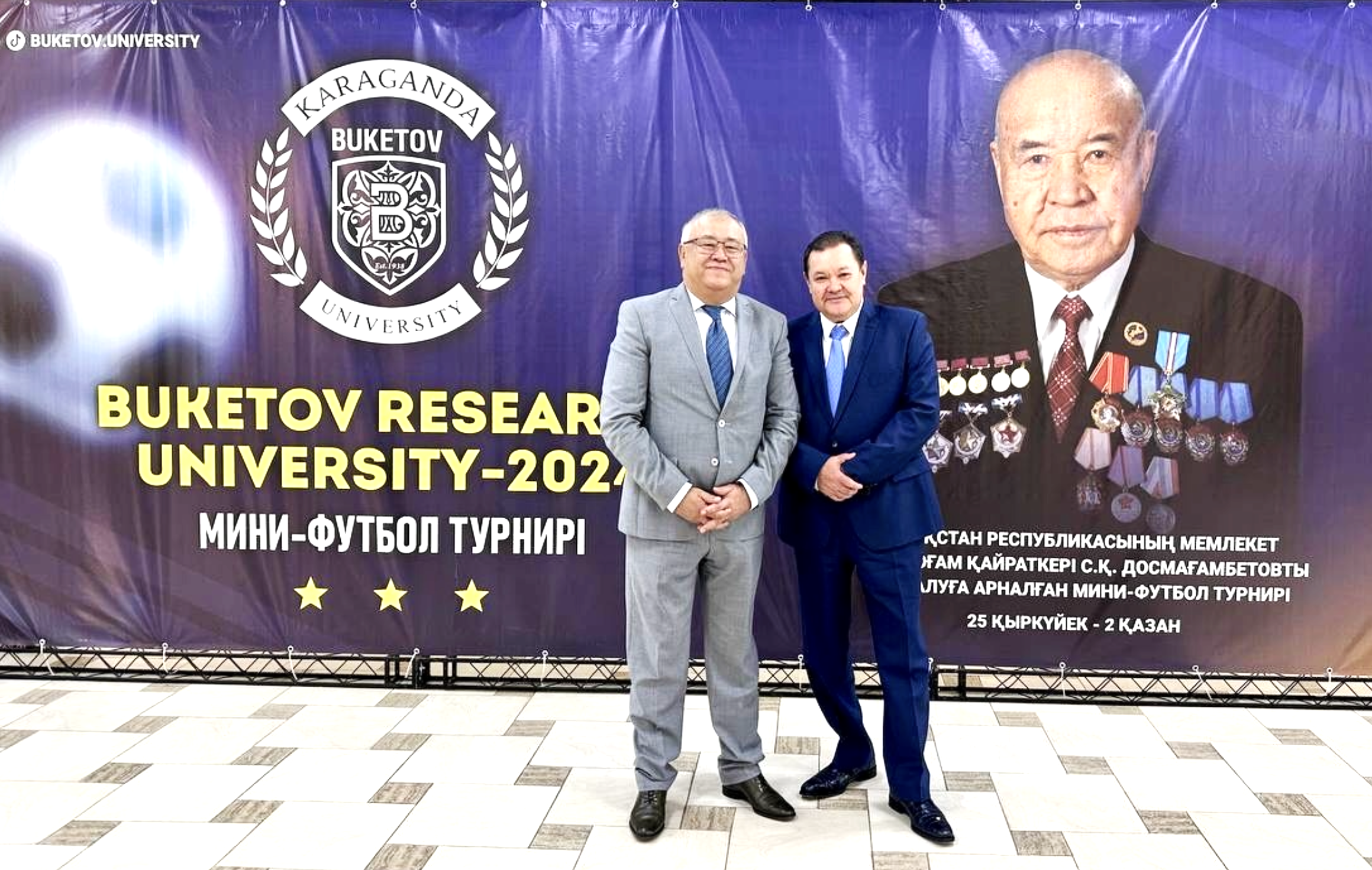
На фоне баннера турнира по мини-футболу имени Султана Капаровича Досмагамбетова ректор Карагандинского университета имени Е.А.Букетова - Дулатбеков, Нурлан Орынбасарович и сын С.К.Досмагамбетова - Досмагамбетов, Ерлан Султанович

26 сентября 2024 года был проведен турнир по мини-футболу среди команд высших учебных заведений города, посвященных памяти С.К.Досмагамбетова.

## Награды и звания
- Государственные награды СССР
- Орден Ленина
- Орден Трудового Красного Знамени (четыре раза)
- Орден «Знак Почёта»
- шесть золотых медалей ВДНХ — за достигнутые успехи в развитии народного хозяйства
- Нагрудный знак «Горняцкая слава» І, ІІ, ІІІ степени
- Медаль «За трудовую доблесть»
- Медаль «В ознаменование 100-летия со дня рождения Владимира Ильича Ленина» (1970)
- Государственные награды Казахстан
- Орден Курмет
- Нагрудный знак «Ибрай Алтынсарин»
- Заслуженный работник народного образования РК
- Звание «Почётный гражданин города Караганды» (1997) — за большой вклад в развитие народного образования, воспитания молодого поколения, участие в строительстве и развитии города Караганды, его экономики и культуры.
- Почётный гражданин Карагандинской области.
- Медаль «Астана» (1998)
- Медаль «10 лет независимости Республики Казахстан» (2001)
- Медаль «10 лет Конституции Республики Казахстан» (2005)
- Медаль «В ознаменование 100-летия железной дороги Казахстана» (2004)
- Медаль «50 лет Целине» (2004)
- Медаль «10 лет Парламенту Республики Казахстан» (2006)
- Медаль «10 лет Астане» (2008)
- Медаль «20 лет независимости Республики Казахстан» (2011) и др.
- Награждён личным благодарственным письмом Президента Республики Казахстан и нагрудным знаком «Алтын барыс».